# Établissements N. Delsaux
Établissements N. Delsaux war ein französischer Hersteller von Automobilen.

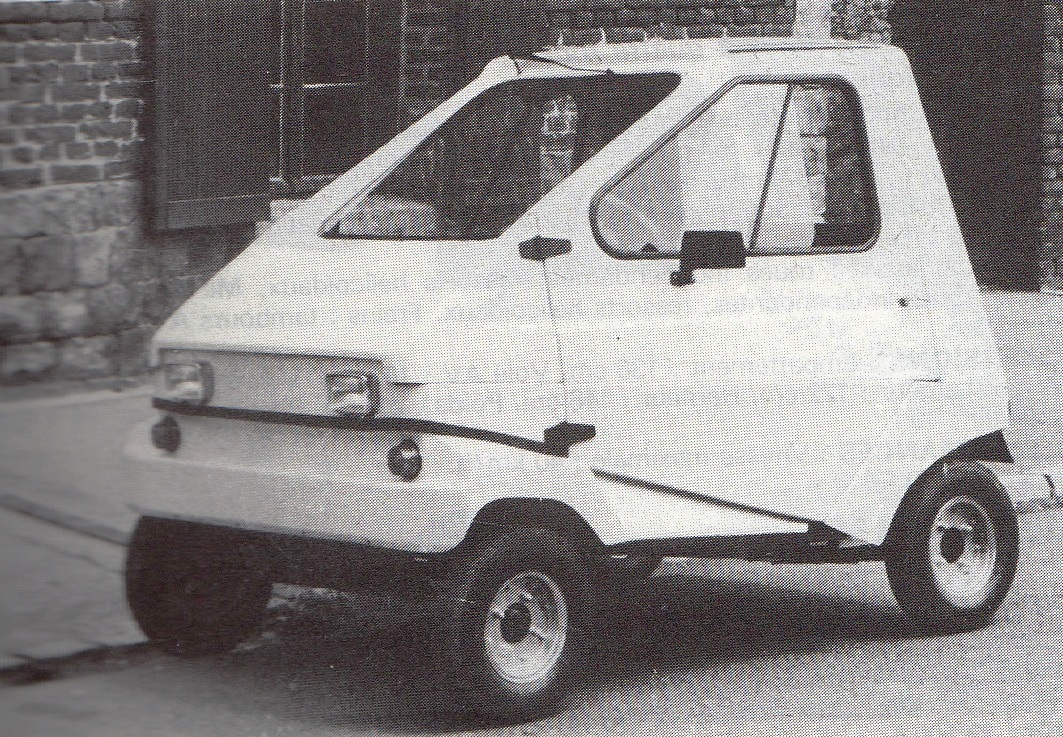
Delsaux Modulo (1981)

## Unternehmensgeschichte
Das Unternehmen aus Guesnain begann 1980 mit der Produktion von Automobilen. Der Markenname lautete Delsaux. 1983 endete die Produktion.

## Fahrzeuge
Das Unternehmen stellte ausschließlich Kleinstwagen her. Das erste Modell war der Modulo. Die Karosserie aus Kunststoff bot Platz für zwei Personen. Für den Antrieb sorgte ein luftgekühlter Zweitaktmotor von Sachs mit 47 cm³ Hubraum, der im Heck montiert war. Das Fahrzeug war 184 cm lang, 125 cm breit und 139 cm hoch. Das Leergewicht war mit 149 kg angegeben. 1982 erschien das überarbeitete Modell Modulo Minimax.